# 서울특별시의 지선버스 노선 목록
이 목록은 서울특별시의 지선버스 노선 목록이다.

## 0권역
| 노선 번호 | 운행구간       | 운행구간 | 운행구간       | 경유지 | 배차 간격 (분) | 운행업체 | 인가 대수 | 비고           |
| --------- | -------------- | -------- | -------------- | --- | -------------- | -------- | --------- | -------------- |
| 0017      | 청암동         | ↔        | 청암동         | 원효로2동행정복지센터, 용문시장, 신용산지하차도, 용산역, 서부이촌동, 산호아파트                                                       | 6~11           | 보광교통 | 10        | 왕복 순환 노선 |
| 0411      | 용산공영차고지 | ↔        | 양재시민의숲역 | 효창공원앞역, 원효로3가, 서부이촌동, 동부이촌동, 구반포역, 서울고속버스터미널, 법조단지, 교대역, 롯데칠성, 강남역, 뱅뱅사거리, 양재역 | 10~25          | 대원여객 | 21        | 저상버스 운행  |

## 1권역
| 노선 번호 | 운행구간                  | 운행구간 | 운행구간               | 경유지 | 배차 간격 (분)       | 운행업체                       | 인가 대수 | 비고                                                                    |
| --------- | ------------------------- | -------- | ---------------------- | --- | -------------------- | ------------------------------ | --------- | ----------------------------------------------------------------------- |
| 1014      | 정릉 (성북생태체험관)     | ↔        | 숭인동                 | 성북생태체험관, 정릉동풍림아파트, 정릉입구, 아리랑고개, 성신여대입구역, 성북구청, 보문역, 종로구민회관(동묘앞역) | 8~20                 | 대진여객                       | 11        |                                                                         |
| 1017      | 월계동                    | ↔        | 상왕십리               | 월계3거리(광운대역), 광운대학교, 장위동, 하월곡동, 종암경찰서, 고려대학교(고려대역), 시립동부병원, 청계벽산아파트 | 10~15                | 한성여객                       | 11        |                                                                         |
| 1020      | 정릉 (북한산)             | ↔        | 교보문고               | 정릉3동행정복지센터, 국민대학교, 평창동, 상명대입구, 자하문고개, 경복궁역, 경복궁, 조계사, 종로1가 | 6~20                 | 대진여객                       | 15        | 저상버스 운행                                                           |
| 1111      | 번동                      | ↔        | 성북동 (명수학교)      | 번동주공아파트, 돌곶이역, 월곡역, 종암동, 고려대학교, 고려대학교 안암병원, 보문역, 성북구청, 한성대입구역 | 10~15                | 한성운수                       | 18        | 저상버스 운행                                                           |
| 1112      | 정릉4동                   | ↔        | 성북동 (명수학교)      | 정릉4동주민센터.경국사, 정릉동풍림아파트, 솔샘역, 삼양동 사거리, 성암국제무역고교, 삼양동 입구 사거리, 미아사거리역, 성가복지병원, 종암동, 고려대학교, 고려대학교 안암병원, 보문역, 성북구청, 한성대입구역                                      | 7~17                 | 도원교통                       | 12        | 저상버스 운행                                                           |
| 1113      | 정릉 (북한산)             | ↔        | 월곡역                 | 정릉4동행정복지센터, 길음역, 하월곡동 | 15~25                | 대진여객                       | 6         |                                                                         |
| 1114      | 정릉 (성북생태체험관)     | ↔        | 길음역                 | 성북생태체험관, 정릉동풍림아파트, 삼덕단지, 정릉2동 행정복지센터 | 9~15                 | 대진여객                       | 4         | 차등지선버스 노선                                                       |
| 1115      | 화계사                    | ↔        | 미아사거리역           | 솔샘역, 삼각산 풍림아이원APT, 미아초교→ 길음역→ 미아사거리역→ 삼양동사거리→ 송천초교 | 8~16                 | 동아운수                       | 6         |                                                                         |
| 1116      | 국민대학교                | ↔️       | 미아사거리역           | 청덕초교, 솔샘사거리, 솔샘역, 삼양입구사거리 | 15~25                | 대진여객                       | 5         |                                                                         |
| 1119      | 강북청소년수련관          | ↔        | 녹천역                 | 광산사거리, 강북구청, 수유역, 쌍문초등학교, 세그루학원, 방학동신동아아파트, 방학사거리, 자운고등학교, 창동역 | 4~8                  | 선일교통                       | 23        |                                                                         |
| 1120      | 하계동                    | ↔        | 삼양동입구4            | 홈플러스 중계점, 중계역, 창동주공17.18.19단지, 창동역, 노원구청, 노원역, (노원역 → 상계주공2단지 → 당현초교 → 노원구청 → 창동역) (하계동 행), 창동주공1단지, 도봉보건소, 쌍문동성원아파트, 초당초등학교, 서라벌중학교, 덕성여대, 화계역, 미아역 | 8~15                 | 한성여객                       | 16        | 저상버스 운행                                                           |
| 1122      | 석관동                    | ↔        | 원자력병원             | 신이문역, 중화역, 중랑구청, 신내7.8.9.10단지, 봉화산역, 중랑구립도서관. 체육관, 화랑대역 | 4~9                  | 상진운수                       | 18        |                                                                         |
| 1124      | 번동 수유역               | ↔        | 미아사거리역           | 강북보건소, 번동주공3.4.5단지, 강북문화정보센터, 북서울꿈의숲 후문, 롯데백화점 미아점 | 6~12                 | 한성운수                       | 6         | 저상버스 운행 운행순서: 번동→미아사거리역→수유역→번동 차등지선버스 노선 |
| 1126      | 강북청소년수련관          | ↔        | 안방학동               | 광산사거리, 강북구청, 신창시장, 쌍문역, 방학동삼익세라믹APT,도깨비시장 | 4~7                  | 선일교통                       | 20        |                                                                         |
| 1127      | 도봉산                    | ↔        | 수유역                 | 도봉역, 도봉구청, 방학사거리, 창동주공1단지, 쌍문역, 창동대우아파트입구, 창동서울탁주 | 10~13                | 아진교통                       | 9         | 저상버스 운행                                                           |
| 1128      | 도봉산                    | ↔        | 종암동                 | 서울북부지방법원.검찰청(도봉역), 방학동 도깨비시장, 세그루학원, 광산4, 수유역, 화계역, 삼양사거리역, 미아사거리역, 성가복지병원, (종암sk아파트→일신초교→서울사대부고→숭례초교→종암동 주민센터 편도 운행)                                        | 8~14                 | 아진교통                       | 15        | 저상버스 운행                                                           |
| 1129      | 상계8동                   | ↔        | 창동역                 | 마들역, 상계주공7단지(상계10동우체국), 노원역, 노원구청 | 10~35                | 삼화상운                       | 3         | 차등지선버스 노선                                                       |
| 1130      | 청백아파트1단지(염광고교) | ↔        | 석계역                 | 염광고교, 인덕대학, 월계역, 광운대역 | 7~20                 | 삼화상운                       | 5         | 차등지선버스 노선                                                       |
| 1131      | 중계본동                  | ↔        | 석계역                 | 노원문화예술회관, 은행4, 노원구민체육센터. 롯데마트 중계점, 노원구민회관, 하계역, 월계역, 월계삼호아파트 | 14~25                | 한성여객 흥안운수              | 1 5       |                                                                         |
| 1132      | 월계동                    | ↔        | 노원역                 | 석계역, 태릉입구역, 화랑대역, 노원역 | 6~10                 | 진아교통                       | 17        | 저상버스 운행                                                           |
| 1133      | 염광고교 수유역           | ↔        | 석계역                 | 수유역, 번동사거리, 신화초교, 염광고교, 인덕대학, 광운대역 | 8~18                 | 삼화상운                       | 7         | 운행순서: 염광고교→수유역→석계역→염광고교                               |
| 1135      | 월계동                    | ↔        | 은행사거리             | 석계역, 공릉초등학교, 노원문화원, 공릉삼익아파트(월계동 행), 하계역, 중계역, 을지중학교 | 14~18                | 진아교통                       | 10        | 저상버스 운행                                                           |
| 1136      | 월계동                    | ↔        | 원자력병원             | 석계역, 한천초등학교, 공릉역 | 12~17                | 진아교통                       | 6         | 차등지선버스 노선                                                       |
| 1137      | 상계주공7단지             | ↔        | 미아사거리역           | 보람아파트, 마들역, 상계주공3.6단지(노원역), 중계역, 하계역, 인덕3거리, 월계3거리(광운대역), 광운전자공업고등학교, 장위동 | 7~12                 | 삼화상운                       | 18        |                                                                         |
| 1138      | 상계4동                   | ↔        | 수유역                 | 상계역, 노원역, 창동역, 창1동 행정복지센터, 신창시장, 우이교 | 15~25                | 흥안운수                       | 5         | 저상버스 운행                                                           |
| 1139      | 상계4동                   | ↔        | 방학3동                | 상계역, 상계소방파출소, 상명고등학교, 중계역, 노원역, 마들역, 수락산역, 도봉역, 방학중학교→ 한양아파트→ 방학역 | 8~18                 | 흥안운수                       | 12        | 저상버스 운행                                                           |
| 1140      | 월계동                    | ↔        | 중계동                 | (광운대역→ 광운대학교) (월계동 행), 녹천중학교, 하계역, 중계역, 상명고, 상계역, 중계주공4.5단지, 불암고등학교 | 18~20                | 삼화상운 한성여객              | 3 2       | 저상버스 운행                                                           |
| 1141      | 중계본동                  | ↔        | 석계역                 | 노원문화예술회관, 은행4, 중계주공9단지후문, 하계역, 하계2동주민센터, 서울과학기술대, 태릉4, 태릉입구역 | 12~25                | 한성여객 흥안운수              | 1 5       |                                                                         |
| 1142      | 중계본동                  | ↔        | 창동역                 | 중계주공6.7단지, 은행4, 상계역, 노원역, 노원구청 | 5~8                  | 흥안운수                       | 13        |                                                                         |
| 1143      | 중계본동                  | ↔        | 수락리버시티 신내5단지 | 은행사거리, 상명고, 상계역, 마들역, 수락산역, 공릉터널, 서울과기대후문, 화랑대역 | 10~20                | 삼화상운 한성여객 흥안운수 STN | 2 1 5 1   | 중계본동→수락리버시티→신내5단지→중계본동 저상버스 운행                  |
| 1144      | 하계동                    | ↔        | 우이동                 | 중계동, 창동주공17.18.19단지, 창동역, 노원역, 도봉면허시험장, 방학사거리, 북한산우이역 → 초당초등학교 → 방학3동주민센터 | 10~20                | 한성여객                       | 8         | 저상버스 운행                                                           |
| 1154      | 하계동                    | ↔        | 의정부시 (신곡2동)     | 상명고등학교, 노원역, 도봉면허시험장, 마들역, 수락산역, 장암역, 장암우성아파트, 동신현대아파트(하계동방향) | 8~15                 | 한성여객                       | 12        | 저상버스 운행                                                           |
| 1155      | 남양주시 (청학리)         | ↔        | 석계역                 | 퇴뫼, 별내신도시(불암로), 불암동, 삼육대학교, 태릉선수촌, 화랑대역, 태릉입구역 | 8~15                 | 태릉교통                       | 14        | 저상버스 운행                                                           |
| 1162      | 성북구민회관              | ↔        | 보문역                 | 508단지, 아리랑고개, 성신여대입구역, 성북구청, 용문중고교 | 5~7                  | 도원교통 대진여객              | 6 2       | 차등지선버스 노선                                                       |
| 1164      | 서경대학교                | ↔        | 하월곡동               | 길음뉴타운 8단지, 숭덕초등학교, 길음역, 현대백화점 | 4~10                 | 도원교통                       | 11        | 회차시 성북우체국, KT월곡지사 경유 차등지선버스 노선                    |
| 1165      | 화계사                    | ↔        | 미아사거리역           | 국립재활원, 국립4·19민주묘지, 우이시장, 수유역, 화계역, 혜화여고(화계사), 솔샘터널, 솔샘역, 미아사거리역, 현대백화점 | 5~10                 | 동아운수 삼양교통              | 19 4      |                                                                         |
| 1167      | 우이동(북한산우이역)      | ↔️       | 노원롯데마트           | 연산군,정의공주묘, 방학2동 행정복지센터, 신도봉사거리, 방학역, 서울문화고, 온수골사거리, 노원역, 상계중, 노원구민체육센터 | 15~25                | 영신여객                       | 13        | 저상버스 운행                                                           |
| 1213      | 용마문화복지관            | ↔        | 국민대학교             | 서일대학, 면목역, 면목5동, 시조사삼거리, 청량리역 환승센터, 경동시장, 고려대삼거리, 종암경찰서, 길음역, 고려대 보건과학대학 | 8~15                 | 경성여객                       | 20        | 저상버스 운행                                                           |
| 1218      | 번동 (수유2동)            | ↔        | 답십리                 | 수유2동, 가오리역, 강북종합노인복지관, 수유역, 번동주공1.3.4단지, 장위4, 이문동삼익아파트, 휘경여중고교, 답십리촬영소, 답십리역사거리 | 7~16                 | 한성운수                       | 19        | 저상버스 운행                                                           |
| 1221      | 중계본동                  | ↔        | 봉화산역               | 중계주공6.7단지, 서라벌고등학교, 노원경찰서, 하계역, 태릉입구역, 화랑대역, 서울의료원 | 15~27                | 흥안운수                       | 5         |                                                                         |
| 1222      | 월계동                    | ↔        | 고대앞                 | 석계역, 돌곶이역, 한국예술종합학교, 외대앞, 청량리역환승센터, 경동시장 | 8~18                 | 진아교통                       | 11        | 저상버스 운행                                                           |
| 1224      | 상계4동                   | ↔        | 경동시장               | 상계역, 은행4, 노원구민체육센터. 롯데마트 중계점, 노원경찰서, 하계역, 서울과학기술대학교, 공릉로, 중화역, 삼육서울병원, 청량리역환승센터 | 5~13                 | 삼화상운 흥안운수              | 8 16      | 저상버스 운행                                                           |
| 1226      | 한국과학기술원            | ↔        | 경동시장               | 샹그레빌아파트, 세종대왕기념관, 청량리 현대코아 월곡역 | 20~50(평일) 40(휴일) | 흥안운수                       | 2         |                                                                         |
| 1227      | 하계동                    | ↔        | 전농동                 | 서울과학기술대학교, 공릉로, 먹골역, 중화역, 중랑역, 삼육서울병원, 청량리역환승센터, 서울시립대학교 | 8~15                 | 한성여객                       | 14        | 저상버스 운행 회차시 고려대학교, 동대문구청 경유                        |
| 1711      | 국민대                    | ↔        | 공덕역                 | 평창동, 상명대입구, 자하문터널, 경기상고, 경복궁역, 세종문화회관(광화문역), 서울역환승센터, 숙대입구역, 남영역, 용문시장 | 5~10                 | 도원교통                       | 25        | 저상버스 운행, 전기버스 운행                                            |

## 2권역
| 노선 번호 | 운행구간         | 운행구간 | 운행구간           | 경유지 | 배차 간격 (분) | 운행업체          | 인가 대수 | 비고                                                                |
| --------- | ---------------- | -------- | ------------------ | --- | -------------- | ----------------- | --------- | ------------------------------------------------------------------- |
| 2012      | 중랑공영차고지   | ↔        | 동대문역사문화공원 | 신내역, 봉화산역, 신내8.9.10단지, 망우역, 상봉터미널, 용마산역, 대원고교, 중곡동입구, 군자역, 화양시장, 성동세무서, 한양대학교, 왕십리역, 상왕십리역, 신당역           | 10~17          | 상진운수          | 18        | 저상버스 운행                                                       |
| 2013      | 면목동           | ↔        | 청계9가            | 서일대학, 면목역, 겸재교, 휘경여고, 전농사거리, 신답역, 마장역, 한양대부속고등학교, 왕십리역, 상왕십리역, 신당역, 청계8가                                              | 5~11           | 경성여객          | 13        | 저상버스 운행                                                       |
| 2014      | 자양4동 (자양역) | ↔        | 동대문역사문화공원 | 노룬산시장, 성덕정길, 서울숲, 한양대학교, 왕십리역, 상왕십리역, 신당역, 방산시장, 종로5가                                                                              | 5~11           | 태진운수          | 15        | 저상버스 운행                                                       |
| 2015      | 중랑공영차고지   | ↔        | 동대문역사문화공원 | 신내역, 중랑구청4, 망우역. 상봉터미널, 상봉역, 사가정역, 전농4, 답십리역(하행)/동대문중학교(상행), 동대문구청, 성동구청(왕십리역), 신당역                              | 7~15           | 대원교통          | 25        | 저상버스 운행                                                       |
| 2016      | 중랑공영차고지   | ↔        | 이촌2동            | 신내역, 망우역, 상봉역, 면목천로, 면곡시장, 중곡1동, 건대입구역, 성수역, 왕십리역, 금남시장, 한남동, 서빙고역, 동부이촌동, 서부이촌동, 성촌 공원                       | 8~18           | 대원교통          | 23        | 저상버스 운행                                                       |
| 2112      | 면목4동          | ↔        | 성북동 (명수학교)  | 장안교, 휘경주공아파트(하행), 장한평역, 장안현대홈타운, 장안4, 답십리2동, 신답역, 동대문구청(용두역), 신설동역. 서울풍물시장, 동대문, 혜화역, 한성대입구역             | 10~14          | 북부운수          | 15        | 저상버스 운행                                                       |
| 2113      | 중랑공영차고지   | ↔        | 석계역             | 신내역, 양원리, 망우역(상행), 신내4~10단지, 태릉고교(석계역방향)/화랑대역(중랑방향), 묵동교, 한국아파트(중랑방향), 태릉입구역                                          | 7~15           | 보광운수          | 13        |                                                                     |
| 2114      | 중랑공영차고지   | ↔        | 태릉시장           | 우디안아파트, 신내역, 봉화산역, 먹골파출소, 석계역, 태릉입구역, 묵2동, 태릉시장, 중랑역                                                                                | 7~12           | 보광운수          | 13        |                                                                     |
| 2115      | 중랑공영차고지   | ↔        | 서경대학교         | 신내역, 화랑대역, 중랑구청, 중화역, 중랑교, 청량리역, 안암역, 보문역, 성신여대입구역, 정릉입구 , 숭덕초교, 길음뉴타운8단지, 대일외고                                   | 5~9            | 상진운수 도원교통 | 10 16     |                                                                     |
| 2211      | 면목4동          | ↔        | 회기역             | 면곡시장, 장안동삼성쉐르빌아파트, 장한평역, 장안시장.동아아파트, 코리아병원, 장안동근린공원, 휘경여중고교. 휘경주공아파트, 휘경2동주민센터                             | 4~12           | 북부운수          | 17        |                                                                     |
| 2212      | 남양주시 별내동  | ↔        | 서일대학교         | 별내신도시, 삼육대학교, 태릉선수촌, 서울여대.육군사관학교, 화랑대역, 봉화산역, 신내역, 중랑구청사거리, 망우역, 상봉역, 중랑역, 사가정역, 면목역                        | 13~23          | 태릉교통          | 10        | 저상버스 운행                                                       |
| 2221      | 자양동           | ↔        | 신설동             | 자양아파트, 광진구청, 아차산역(어린이대공원후문), 군자역, 장한평역, 답십리삼거리, 전농우체국, 전농시장, 제기동역                                                       | 4~12           | 신흥기업          | 22        | 저상버스 운행                                                       |
| 2222      | 자양동           | ↔        | 고려대학교         | 자양2동주민센터, 자양우성아파트, 건대입구역, 화양리, 성동세무서, 한양대학교, 왕십리역, 동대문구청(용두역), 경동시장                                                    | 6~18           | 신흥기업          | 14        | 전 차량 저상버스 운행                                               |
| 2224      | 성수동           | ↔        | 강변역             | 서울숲, 뚝섬역, 성수역, 성수동이마트, 노룬산시장, 건대입구역, 구의역                                                                                                   | 5~12           | 태진운수          | 11        |                                                                     |
| 2227      | 중랑공영차고지   | ↔        | 광나루역           | 우디안아파트, 신내역, 양원리, 서울북부병원, 망우3동, 면목역, 면목5동, 사가정역, 용마폭포공원, 대원외고, 군자역, 건대입구역, 구의역, 광장동                             | 17~25          | 메트로버스        | 19        | 저상버스 운행                                                       |
| 2230      | 면목동           | ↔        | 경동시장           | 면목역, 상봉역, 중랑구청, 상봉터미널, 봉우재고개, 서일대학, 사가정역, 장안2동주민센터, 전농4, 서울시립대학교, 청량리역환승센터                                         | 6~14           | 북부운수          | 18        | 저상버스 운행                                                       |
| 2233      | 면목4동          | ↔        | 옥수동             | 장안교, 휘경여중고교(옥수동방향), 장안현대홈타운, 장한평역, 장안사거리, 전곡시장, 전농시장, 제기동역, 신설동역, 동대문, 동대문역사문화공원, 청구역, 신금호역, 금남시장 | 8~18           | 북부운수          | 19        | 저상버스 운행                                                       |
| 2236      | 중랑공영차고지   | ↔        | 신이문역           | 신내역, 봉화산역, 서울의료원, 양원역, 망우리고개, 중화역 | 8~13           | 보광운수          | 15        | 저상버스 운행                                                       |
| 2311      | 중랑공영차고지   | ↔        | 문정동             | 신내역, 중랑구청사거리, 상봉역, 면목동, 사가정역, 아차산역, 구의사거리, 잠실역, 오금역, 송파중학교                                                                     | 8~12           | 북부운수          | 22        | 저상버스 운행                                                       |
| 2312      | 중랑공영차고지   | ↔        | 강동공영차고지     | 신내역, 서울의료원, 중랑구청사거리, 망우역, 상봉역, 사가정역, 용마터널, 명일역, 굽은다리역, 길동역, 중앙보훈병원역, 상일동, 고덕지구, 첨단업무단지                     | 10~14          | 대원여객 북부운수 | 12 8      | 북부운수: 중랑 출발(2312A) 대원여객: 강동 출발(2312B) 저상버스 운행 |
| 2412      | 성수동           | ↔        | 세곡동사거리       | 서울숲, 성수동이마트, 노룬산시장, 자양고교, 잠실역, 석촌역, 송파역, 가락시장, 수서역, 세곡보금자리                                                                     | 8~10           | 태진운수          | 13        | 저상버스 운행                                                       |
| 2413      | 성수동           | ↔        | 개포동             | 천주교성수동성당, 서울숲, 뚝섬역, 성수동이마트, 노룬산시장, 영동대교, 경기고교, 코엑스, 삼성역, 휘문고교, 대치사거리, 은마아파트, 대치역, 도곡역                       | 7~13           | 태진운수          | 12        | 저상버스 운행                                                       |
| 2415      | 자양동           | ↔        | 대치동             | 잠실역, 잠실종합운동장, 삼성역.코엑스, 청담역, 상아아파트, 강남보건소, 포스코, 대치역, 한티역                                                                          | 6~18           | 신흥기업          | 21        | 저상버스 운행                                                       |
| 2416      | 중랑공영차고지   | ↔        | 삼성역             | 중랑구청, 상봉역, 면목2동(동일로), 장안동(장한로), 장한평역, 군자역, 어린이대공원, 건대입구역, 영동대교, 프리마호텔, 포스코사거리, 휘문고                              | 13~16          | 대원여객          | 15        | 저상버스 운행                                                       |

## 3권역
| 노선 번호 | 운행구간              | 운행구간 | 운행구간            | 경유지 | 배차 간격 (분) | 운행업체          | 인가 대수 | 비고                                            |
| --------- | --------------------- | -------- | ------------------- | --- | -------------- | ----------------- | --------- | ----------------------------------------------- |
| 3011      | 장지공영차고지        | ↔        | 순천향대학병원      | 가락시장, 수서역, 삼성서울병원, 개포동역, 은마아파트, 포스코4, 삼성중앙역, 강남구청/강남세무서, 강남구청역, 도산공원, 압구정역 | 8~18           | 서울버스 진화운수 | 13 10     | 저상버스 운행 중저상버스 운행                   |
| 3212      | 강동공영차고지        | ↔        | 강변역              | 강일리버파크7/9/10단지, 고덕주공4/6단지, 한영외고, 명일여고, 길동성당, 강동성심병원, 성내2동 행정복지센터, 영파여고, 올림픽대교 | 12~20          | 서울승합          | 10        | 저상버스 운행                                   |
| 3214      | 마천동                | ↔        | 강변역              | 남한산성입구, 송파보훈회관, 마천동사거리, 오금동, 방이역, 둔촌동역, 길동사거리, 천호역, 영파여고, 올림픽대교 | 10~15          | 송파상운          | 11        | 저상버스 운행                                   |
| 3216      | 오금동                | ↔        | 청량리              | 방이역, 올림픽공원남2문(상행), 방이동4, 잠실역, 광진구청, 건대앞, 능동4, 장한평역, 답십리3거리, 전농동4, 서울시립대학교, 청량리역환승센터, 경동시장 | 5~16           | 신흥기업          | 22        | 저상버스 운행                                   |
| 3217      | 송파공영차고지        | ↔        | 화양리              | 위례 아이파크, 위례별초교, 스타필드 시티 위례, 덕수고교, 거여역, 문정동로데오거리, 가락시장역, 석촌역, 잠실역, 잠실운동장, 삼성역, 경기고교, 영동교, 노룬산시장, 건대입구역, 화양리 | 5~10           | 한서교통          | 29        | 저상버스 운행                                   |
| 3220      | 오금동                | ↔        | 청량리              | 방이역, 올림픽공원역, 강동구청올림픽대교, 광진구청, 건대입구역, 화양리, 송정동, 장한평역, 촬영소고개, 전농동4, 청량리역환승센터 | 8~18           | 신흥기업          | 17        | 회차시 서울시립대학교 경유 전차량 저상버스 운행 |
| 3313      | 송파공영차고지        | ↔        | 잠실롯데월드        | 복정역, 위례신도시, 거여역, 개롱역, 오금역, 방이동4, 잠실역 | 6~12           | 한서교통 대성운수 | 11 8      | 저상버스 운행                                   |
| 3314      | 장지공영차고지        | ↔        | 종합운동장          | 위례 포레샤인 13단지, 호반써밋송파2차, 덕수고교, 마천역, 오금동4, 오금역, 송파동한양아파트, 석촌호수, 잠실롯데월드, 잠실트리지움아파트. 레이크팰리스, 석촌고분역, 삼전역, 성현교회 | 5~10           | 송파상운          | 18        | 저상버스 운행                                   |
| 3315      | 장지공영차고지        | ↔        | 삼전동              | 위례 포레샤인 13단지, 호반써밋송파2차, 세계로병원, 거여역, 남한산성입구, 마천동4, 송파사회복지관, 개롱역, 오금역, 방이동4, 잠실역, 영동일고, 삼전역, 석촌고분역 | 4~10           | 송파상운          | 24        | 회차시 배명중고교, 삼전동 경유 저상버스 운행    |
| 3316      | 마천동                | ↔        | 천호역              | 남한산성입구, 마천동4, 서부(서하남 나들목)입구, 둔촌동역, 강동역 | 12~18          | 송파상운          | 10        | 저상버스 운행                                   |
| 3317      | 마천동 (남한산성입구) | ↔        | 잠실롯데월드        | 오금동4, 문정동로데오거리, 가락시장역, 석촌역, 잠실역 | 6~15           | 송파상운          | 12        | 저상버스 운행                                   |
| 3318      | 강동공영차고지        | ↔        | 마천동 (파크데일)   | 미사강변도시, 강일초등학교, 상일동역, 강동경희대병원, 명일역, 선사고등학교, 암사역, 천호역, 잠실파크리오, 잠실역, 석촌역, 방이동고분, 오금역, 거여역, 마천시장 | 11~20          | 서울승합 송파상운 | 10 8      | 저상버스 운행                                   |
| 3319      | 장지공영차고지        | ↔        | 잠실역              | 송파파인타운2.3단지, 경찰병원역, 가락시장역, 방이역, 올림픽공원역, 강동구청, 몽촌토성역 | 13~22          | 진화운수          | 11        | 회차시 잠실나루역 경유 저상버스 운행            |
| 3321      | 강동공영차고지        | ↔        | 강동구청역          | 첨단업무단지, 굽은다리역, 천호역 | 15             | 서울승합 송파상운 | 7 2       | 저상버스 운행                                   |
| 3322      | 송파공영차고지        | ↔        | 종합운동장역        | 장지역, 문정역, 문정시영아파트, 개롱역, 경찰병원역, 송파역, 가락시영아파트, 배명중고교, 석촌고분역, 삼전역, 잠실새내역 | 7~10           | 한서교통          | 20        | 저상버스 운행                                   |
| 3323      | 강동공영차고지        | ↔        | 잠실새내역          | 강일초교, 강동리엔파크11단지, 미사강변동원로얄듀크, 강일역, 상일동역, 고현초교, 상일근린공원, 초이동, 일자산입구·둔촌도서관, 중앙보훈병원역, 둔촌오륜역, 올림픽공원역, 한성백제역, 몽촌토성역, 잠실역·롯데월드                                                                                                   | 10~18          | 대원여객          | 14        | 저상버스 운행                                   |
| 3324      | 강동공영차고지        | ↔        | 강동역              | 고덕풍경채어바니티, 샘터근린공원교차로, 강동롯데캐슬퍼스트, 암사역사공원역, 삼성광나루아파트.암사동유적, 암사역, 천호동공원, 서울현대요양병원, 천호역, ( 풍납1치안센터입구 → 풍납초교 → 풍납백제문화공원 → 풍납1동동아한가람아파트 → 풍납동신성노바빌 → 풍납동씨티극동아파트 → 풍납토성 편도운행 {회차지 방향} ) | 12~20          | 대원여객          | 10        | 저상버스 운행                                   |
| 3411      | 강동공영차고지        | ↔        | 대치동              | 강일리버파크6.8.7단지, 상일동역, 고덕주공2단지, 명일역, 암사역, 천호역, 몽촌토성역, 잠실역, 종합운동장, (아주초중교 → 탄천2교 → 대치순복음교회 → 도곡초교 → 한티역 → 도성초교 → 대치 사거리 → 포스코4 → 삼성역 → 삼성교 편도운행)                                                                                | 7~16           | 서울승합          | 20        | 저상버스 운행                                   |
| 3412      | 강동공영차고지        | ↔        | 강남역              | 강일리버파크, 상일동역, 고덕래미안힐스테이트, 고덕역, 한영고, 둔촌동역, 올림픽공원역, 잠실파크리오, 잠실역, 종합운동장, 봉은사, 선정릉역, (언주역 → 역삼역 → 강남역 → 신논현역 → 논현역 → 학동역 편도운행) | 10~18          | 서울승합          | 22        | - 저상버스 운행                                 |
| 3413      | 강동공영차고지        | ↔        | 수서경찰서 (대청역) | 하남고교, 상일동역, 고덕주공2단지, 명일역, 굽은다리역, 길동역, 둔촌동역, 올림픽공원역, 잠실역, 가락시장역, 수서역, 일원역, 삼성서울병원 | 5~12           | 서울승합          | 27        | 저상버스 운행 전기버스 운행                     |
| 3414      | 오금동                | ↔        | 고속터미널역        | 오금역, 방이역, 방이동고분군,, 잠실역롯데월드, 잠실종합운동장, 삼성역, 경기고교, 청담역, 강남구청, 학동역, 영동시장, 반포역, 센트럴시티 | 9~15           | 신흥기업          | 19        | 저상버스 운행                                   |
| 3416      | 마천동                | ↔        | 수서역              | 남한산성입구, 거여역, 문정시영아파트, 가락2동주민센터, 가락시장역 | 9~12           | 송파상운          | 10        | 저상버스 운행                                   |
| 3417      | 장지공영차고지        | ↔        | 삼성역              | 송파파인타운, 문정동래미안, 오금역, 송파한양아파트, 잠실여고, 배명중고교, 석촌고분역, 삼전역, 종합운동장역, 강남경찰서 | 4~8            | 진화운수          | 24        | 저상버스 운행                                   |
| 3420      | 송파공영차고지        | ↔        | 구반포역            | 위례신도시, 장지역, 문정역, 가락시장역, 송파역, 석촌역, 석촌고분역, 삼전역, 학여울역, 매봉역, 양재역, 남부터미널역, 교대역, 서울고속버스터미널, 신반포역 | 7~15           | 남성버스 동성교통 | 14 11     | 저상버스 운행                                   |
| 3422      | 장지공영차고지        | ↔        | 한티역              | 위례 포레샤인, 문현고교, 가락시장역, 송파역, 배명고교, 석촌고분역, 잠실새내역, 종합운동장역, 삼성역, 한티역 | 10~18          | 진화운수          | 17        | 저상버스 운행                                   |
| 3426      | 장지공영차고지        | ↔        | 영동대교남단        | 장지역, 가든파이브, 수서역, 삼성서울병원, 개포고교, 개포동역, 대치역, 도곡역, 한티역, 선릉역, 선정릉역, 강남구청 | 8~13           | 서울버스          | 21        | 저상버스 운행 중저상버스 운행                   |

## 4권역
| 노선 번호 | 운행구간            | 운행구간 | 운행구간      | 경유지 | 배차 간격 (분) | 운행업체 | 인가 대수 | 비고          |
| --------- | ------------------- | -------- | ------------- | --- | -------------- | -------- | --------- | ------------- |
| 4211      | 염곡동              | ↔        | 한양여대      | 국악고교앞, 도곡동, 역삼역, 학동역, 압구정역, 동호대교, 금남시장, 응봉동, 왕십리역광장, 한양대, 한양여자대학                                                                 | 12             | 대흥교통 | 16        | 저상버스 운행 |
| 4212      | 남태령역            | ↔        | 면곡시장      | 사당역, 이수역, 구반포역, 고속터미널, 반포역, 신사역, 영동대교, 건대입구역, 어린이대공원, 능동사거리                                                                         | 6~12           | 우신운수 | 30        | 저상버스 운행 |
| 4312      | 개포동              | ↔        | 가락동        | 구룡사입구, 양재역말죽거리, 강남역, 신논현역, 신사역, 압구정역, 강남구청역, 선릉역, 한티역롯데백화점, 은마아파트(대치역), 대청역                                             | 7~10           | 도선여객 | 26        | 저상버스 운행 |
| 4318      | 남태령역            | ↔        | 풍납동        | 사당역, 이수교, 고속터미널, 잠원성당, 압구정역, 청담동, 삼성역, 아시아선수촌아파트, 잠실트리지움아파트, 잠실역, 잠실파크리오, 서울아산병원, 풍납1동, 천호역                  | 5~12           | 우신운수 | 38        | 저상버스 운행 |
| 4319      | 남태령              | ↔        | 잠실역        | 사당역, 이수역, 내방역, 방배역, 남부터미널, 뱅뱅4, 양재역말죽거리, 도곡역, 대치역, 학여울역, 삼성역, 종합운동장역                                                            | 6~15           | 우신운수 | 19        | 저상버스 운행 |
| 4425      | 상대원차고지        | ↔        | 삼성역        | 상대원1동, 상대원시장, 상대원고개, 단대오거리역, 신흥역, 태평역, 가천대역, 동서울대학교, 복정역, 세곡삼거리, 세곡중학교, 수서역, 개포동역, 대치역, 은마아파트, 대치사거리    | 10~15          | 동성교통 | 2 10      | 저상버스 운행 |
| 4432      | 개포동 (구룡산입구) | ↔        | 옛골 (신원동) | 구룡마을, 개포고교, 도곡역, 한티역, 뱅뱅사거리, 세브란스병원, 양재역, 시민의숲, 청계산입구, 새쟁이마을                                                                       | 7~12           | 도선여객 | 13        | 저상버스 운행 |
| 4433      | 양재역              | ↔        | 대치역        | 양재역, 매봉역, 광수빌딩, 구룡초등학교, 현대1차우성아파트, 시립개포도서관, 개포3단지, 개포동역, 대치역                                                                       | 6~9            | 정평운수 | 8         |               |
| 4435      | 개포동 (구룡산입구) | ↔        | 교대역        | 구룡마을, 구룡초교 사거리, 도곡역, 한티역, 도곡중학교, 매봉터널, 매봉역, 양재역, 양재초등학교, KT개발연구센터, 우면초등학교, 서초호반써밋, 우면산터널, 서초아트자이A, 서초역 | 14~21          | 도선여객 | 15        | 저상버스 운행 |

## 5권역
| 노선 번호 | 운행구간                  | 운행구간 | 운행구간              | 경유지 | 배차 간격 (분) | 운행업체              | 인가 대수 | 비고 |
| --------- | ------------------------- | -------- | --------------------- | --- | -------------- | --------------------- | --------- | --- |
| 5012      | 가산동                    | ↔        | 용산역                | 가산디지털단지역, 개봉역, 서부트럭터미널, 신정네거리역, 목동역, 오목교역, 영등포시장, 여의도환승센터, 한국증권거래소, 여의도역, 용산전자상가 | 8~20           | 신인운수              | 23        | 저상버스 운행 |
| 5413      | 시흥동                    | ↔        | 고속터미널            | 독산동, 난곡입구, 신림역, 서울대입구역, 남현동, 예술의전당, 서초역 | 5~13           | 범일운수              | 26        | 저상버스 운행 |
| 5511      | 서울대학교 (신공학관)     | ↔        | 중앙대학교            | 서울대정문, 서울대입구역, 숭실대입구역, 중앙대후문, 흑석역 | 5~15           | 한남여객운수          | 16        | 신공학관→농생대→정문 / 정문→경영대→사범대→신공학관                                                                                                 |
| 5513      | 서울대학교 (신공학관)     | ↔        | 벽산블루밍            | 서울대정문, 서울대입구역, 동아아파트, 관악드림타운 | 7~15           | 한남여객운수          | 9         | 저상버스 운행 신공학관→사범대→경영대→정문 / 정문→농생대→신공학관                                                                                   |
| 5515      | 대학동샘말공원            | ↔        | 청림동현대아파트      | 대학동고시촌, 서울대정문, 서울대입구역 | 5~10           | 관악교통 한남여객운수 | 5 8       | 차등지선버스 노선 |
| 5516      | 서림동차고지              | ↔        | 노들역                | 서울대학교(경내), 대학동고시촌, 서림동, 신림역, 보라매병원, 신대방3, 동작구청, 노량진역 | 6~11           | 한남여객운수          | 20        | 저상버스 운행 차고지→정문→경영대→사범대→농생대→본부→정문→신림동 신림동→정문→농생대→신공학관→사범대→경영대→정문→차고지                              |
| 5517      | 대학동차고지              | ↔        | 중앙대학교            | 서울대정문, 대학동고시촌, 시흥동벽산아파트, 미림여고, 쑥고개, 영락고교, 서울대입구역, 숭실대입구역, 상도역, 동작구청, 노량진역, 노들역, 흑석역 | 11~17          | 한남여객운수          | 16        | 저상버스 운행 |
| 5519      | 우방아파트 신대방역       | ↔        | 용천사                | 신림역 | 10~20          | 관악교통              | 6         | 차등지선버스 노선 |
| 5522A     | 난향동                    | →        | 난향동                | 난곡입구, 신림역, 서림동, 미림여고, 난향동, 난곡입구, 신대방역, 롯데백화점 관악점, 신림역, 서림동, 미림여고 | 4~10           | 보성운수              | 13        | 시계 방향 편도 운행 저상버스 운행 |
| 5522B     | 난향동                    | →        | 난향동                | 미림여고, 서림동, 신림역, 롯데백화점 관악점, 신대방역, 난곡입구, 난향동, 미림여고, 서림동, 신림역, 난곡입구 | 6~15           | 보성운수 한남여객운수 | 7 4       | 반시계 방향 편도 운행 저상버스 운행 |
| 5523      | 난향동차고지              | ↔        | 서울대입구역          | 난곡입구, 신림역, 관악우체국, 봉천역, 서울대입구역, 관악구청 | 6~15           | 보성운수              | 10        | 회차시 쑥고개 경유 저상버스 운행 |
| 5524      | 난향동차고지              | ↔        | 중앙대학교            | 난곡입구, 신대방역, 구로디지털단지역, 롯데백화점 관악점, 현대시장, 서울대입구역, 사당역, 이수역, 동작역, 흑석역 | 4~10           | 양천운수              | 29        | 저상버스 운행 |
| 5525      | 시흥동                    | ↔        | 보라매병원            | 독산동, 미성동, 난곡입구, 신림역, 롯데백화점 관악점 | 10~20          | 범일운수              | 7         | 저상버스 운행 |
| 5528      | 가산동                    | ↔        | 사당역                | 가산디지털단지역, 구로1동우체국, 금천경찰서, 신림역, 대학동고시촌, 서울대입구역, 낙성대역 | 7~20           | 신인운수              | 21        | 저상버스 운행 |
| 5530      | 군포공영차고지            | ↔        | 사당역                | 수리산역, 산본주공1.2.3단지, 군포시청, 산본시장, 금정역, 명학역, 안양1번가, 관악역, 석수역, 신림역, 서울대입구역 | 4~14           | 우신버스              | 29        | 저상버스 운행 |
| 5531      | 군포공영차고지            | ↔        | 노들역                | 삼성마을, 당동주공, 군포역, 군포중교, 금정역, 명학역, 안양1번가, 관악역, 석수역, 구로디지털단지역, 보라매역, 공군호텔, 노량진역 | 4~10           | 군포교통              | 42        | 저상버스 운행 |
| 5535      | 광명공영차고지            | ↔        | 노들역                | 하안주공1.3.4.10단지, 하안사거리, 독산한신아파트, 독산동우시장, 독산고개, 난곡입구, 신림역, 현대시장, 상도4동, 장승배기역, 동작구청, 노량진역 | 7~15           | 한성운수              | 24        | 저상버스 운행 |
| 5536      | 광명공영차고지            | ↔        | 흑석역                | 하안1동 행정복지센터, 철산푸르지오하늘채, 디지털3단지4, 디지털단지5, 이마트 구로점, 구로디지털단지역, 보라매역, 신대방3, 동작구청, 노량진역, 노들역, 흑석동효사정앞, 중앙대학교 | 5~12           | 한성운수              | 23        | 저상버스 운행 |
| 5537      | 시흥동                    | ↔        | 가산디지털단지역      | 백산초교, 금천구청입구, 에스에스패션 | 13~20          | 범일운수              | 5         | 저상버스 운행 |
| 5611      | 가산동                    | ↔        | 대림동                | 가산디지털단지역, 구로역, 신도림역, 대림동우성아파트 | 12~23          | 한남여객운수          | 5         | 차등지선버스 노선 |
| 5615      | 난향동                    | ↔        | 여의도환승센터        | 우림시장. 난곡보건분소, 난곡입구, 구로남초교(하행)/가리봉시장(상행), 남구로역, 구로역, 신도림역, 영등포역 | 5~11           | 보성운수              | 19        | 회차시 여의나루역, 국회의사당 경유 저상버스 운행                                                                                                   |
| 5616      | 가산동                    | ↔        | 등촌동                | 가산동→등촌동 : 가산디지털단지역, 디지털단지5, 독산3동, 난곡종점, 구로디지털단지역, 신풍역, 신길역, 영등포시장, 오목교역, 목동역, 목동4 등촌동→가산동 : 등촌역, 염창역, 당산역, 영등포역, 영등포공원, 신풍역, 구로디지털단지역, 난곡종점, 구로디지털단지역, 이마트 구로점, 디지털단지5, 가산디지털단지역 | 10~19          | 한남여객운수          | 19        | 저상버스 운행 전기버스 운행 |
| 5617      | 시흥동                    | ↔        | 구로디지털단지역      | 백산초교, 말미고개 | 7~13           | 범일운수              | 8         | 저상버스 운행 |
| 5618      | 구로동                    | ↔        | 석수역 여의도환승센터 | 남구로역, 가리봉시장, 디지털단지5, 독산4, 말미고개, 석수역, 대림역, 신길5동, 도림동, 영등포역 | 6~18           | 보성운수              | 23        | 운행순서: 구로동→석수역→여의도→가리봉시장(회차)→구로동 여의도구간: 여의도환승센터→ 여의도역→ 시범아파트→ 여의나루역→ 국회의사당→ KBS 저상버스 운행 |
| 5619      | 시흥동                    | ↔        | 신도림역              | 독산동, 디지털단지5, 가리봉시장, 남구로역, 구로구청 | 7~15           | 범일운수              | 12        | 저상버스 운행 |
| 5620      | 시흥동                    | ↔        | 선유도역              | 독산동, 구로디지털단지역, 신풍역, 영등포시장, 영등포구청역, 당산역 | 4~13           | 범일운수              | 20        | 저상버스 운행 |
| 5621      | 시흥동 (삼익아파트)       | ↔        | 구로디지털단지역      | 독산동, 독산초교, 독산고개 | 5~9            | 범일운수              | 9         | 차등지선버스 노선 |
| 5623      | 군포공영차고지            | ↔        | 여의도환승센터        | 삼성마을, 당동주공, 군포소방서, 경기폴리텍고교, 군포문예회관, 산본시장, 금정역, 명학역, 안양1번가, 관악역, 석수역, 구로디지털단지역, 보라매역, 공군호텔, 여의도역 | 5~12           | 군포교통              | 38        | 저상버스 운행 |
| 5625      | 안양시 (비산동)           | ↔        | 영등포시장            | 안양종합운동장, 비산4, 대림대학교, 관악역, 석수역, 구로디지털단지역, 신풍역, 신길역 | 7~12           | 서울매일버스          | 20        | 저상버스 운행 |
| 5626      | 안양시 (비산동)           | ↔        | 온수동                | 안양종합운동장, 비산4, 안양1번가, 관악역, 석수역, 독산고개, 남구로역, 구로구청, 구로역, 동양미래대학교, 개봉4, 오류동역, 온수역 | 6~15           | 서울매일버스          | 25        | 저상버스 운행 |
| 5627      | 광명시 (노온사동)         | ↔        | 구로디지털단지역      | 학온동, 광명역, 소하동, 독산동정훈단지 | 6~12           | 범일운수              | 15        | 저상버스 운행 |
| 5630      | 광명공영차고지 (밤일마을) | ↔        | 목동역                | 하안주공1.3.4.10단지, 독산주공13.14단지, 독산동우시장, 독산4, 디지털단지5, 남구로역, 구로역, 갈산초교, 서울남부지방법원. 검찰청 | 8~19           | 보영운수              | 14        | 저상버스 운행 |
| 5633      | 광명시 (노온사동)         | ↔        | 여의도순복음교회      | 학온동, 광명역, 기아자동차, 시흥4, 백산초교, 시흥동, 독산동, 구로디지털단지역, 보라매역, 공군호텔, 63빌딩, 여의나루역 | 9~15           | 범일운수              | 18        | 저상버스 운행 |
| 5634      | 광명공영차고지            | ↔        | 여의도순복음교회      | 하안주공12단지, 독산동우시장, 구로디지털단지역, 대림동우체국, 대림동우성아파트, 대길초교, 보라매역, 공군호텔, 63빌딩, 여의나루역 | 8~19           | 보영운수              | 15        | 저상버스 운행 |
| 5712      | 가산동                    | ↔        | 홍대입구역 (동교동)   | 가산디지털단지역, 가리봉시장, 구로역, 동양미래대학교, 고척시장, 신정네거리역, 까치산역, 화곡대림아파트, 화곡역, 강서구청, 등촌역, 염창역, 양화대교, 합정역 | 7~12           | 한남여객운수          | 27        | 전차량 저상버스 |
| 5713      | 안양시 (비산동)           | ↔        | 신촌기차역            | 안양종합운동장, 비산4, 대림대학교, 관악역, 석수역, 구로디지털단지역, 신풍역, 영등포공원, 한국증권거래소, 여의나루역, 광흥창역, 신촌역 | 5~14           | 서울매일버스          | 29        | 저상버스 운행 |
| 5714      | 광명공영차고지            | ↔        | 이대역 (대흥동)       | 하안3동주민센터, 하안주공1.3.4.10단지, 하안1동주민센터, 디지털3단지4, 가리봉시장, 남구로역, 구로역, 신도림역, 영등포역, 영등포시장, 당산역, 합정역, 홍대입구역, 신촌역 | 5~15           | 보영운수              | 35        | 저상버스 운행 |

## 6권역
| 노선 번호 | 운행구간          | 운행구간 | 운행구간                | 경유지 | 배차 간격 (분) | 운행업체     | 인가 대수 | 비고                              |
| --------- | ----------------- | -------- | ----------------------- | --- | -------------- | ------------ | --------- | --------------------------------- |
| 6211      | 신월동            | ↔        | 상왕십리역              | 신정역, 목동역, 오목교역, 문래역, 도림동, 대신시장, 대방역, 노량진역, 한강대교전망대, 이촌로, 서빙고역, 한남역, 버티고개, 약수역, 청구역, 신당역                      | 7~17           | 중부운수     | 23        | 한강대교전망대 정차 저상버스 운행 |
| 6411      | 신정동            | ↔        | 선릉역                  | 구로역, 신도림역, 구로구청, 대림역, 신풍역, 대신시장, 대방역, 노량진역, 흑석동, 동작역, 구반포역, 고속터미널, 논현동, 선정릉역                                        | 9~14           | 한남여객운수 | 27        | 저상버스 운행                     |
| 6511      | 신정동            | ↔        | 서울대학교              | 고척시장, 구로역, 구로구청, 남구로역, 대림역, 신대방역, 롯데백화점 관악점, 현대시장, 서울대입구역                                                                     | 17~23          | 한남여객운수 | 11        | 저상버스 운행                     |
| 6512      | 구로동            | ↔        | 서울대학교              | 남구로역, 구로구청, 구로역, 신도림역, 영등포역, 신길역, 신풍역, 구로디지털단지역, 난곡입구, 신림역, 봉천역, 관악구청                                                  | 6~15           | 보성운수     | 24        | 저상버스 운행                     |
| 6514      | 양천공영차고지    | ↔        | 서울대학교              | 신정동, 신월동, 신정네거리역, 까치산역, 화곡역, 등촌역, 염창역, 선유도역, 당산역, 신길역, 공군호텔, 보라매역, 신대방3, 신림역, 대학동고시촌                           | 9~15           | 도원교통     | 25        | 저상버스 운행                     |
| 6515      | 양천공영차고지    | ↔        | 안양시 (경인교육대학교) | 서부트럭터미널, 고척시장, 구일역, 구로역, 신도림역, 영등포역, 신길역, 대방역, 동작구청, 신대방3, 신림역, 서울대입구역, 서울대학교, 대학동고시촌                       | 4~8            | 관악교통     | 36        | 저상버스 운행                     |
| 6516      | 양천공영차고지    | ↔        | 박미삼거리 (시흥동)     | 서부트럭터미널, 신정동, 구로역, 신도림역, 문래역, 남부지방법원등기국, 신풍역, 보라매역, 신대방3, 은천동, 롯데백화점 관악점, 신대방역, 조원동, 독산동                  | 9~15           | 양천운수     | 20        | 저상버스 운행                     |
| 6613      | 양천공영차고지    | ↔        | 대림역                  | 온수역, 온수힐스테이트, 궁동, 오류동역, 고척2동, 갈산초교, 구로역 | 9~22           | 세풍운수     | 10        |                                   |
| 6614      | 양천공영차고지    | ↔        | 부천시 옥길지구         | 신정이펜하우스, 신정네거리역, 신정역, 목동역, 양천구청역, 신트리아파트, 오류동역, 성공회대학교, 항동지구                                                              | 10~16          | 세풍운수     | 13        | 저상버스 운행                     |
| 6615      | 양천공영차고지    | ↔        | 천왕역                  | 서서울생활과학고등학교, 수궁동주민센터, 온수역, 차병원, 항동지구 | 15~20          | 세풍운수     | 6         | 저상버스 운행 부천시 진입 노선    |
| 6616      | 광명시 (철산동)   | ↔        | 온수동                  | 철산주공7~9단지, 철산역, 광명시청, 광명사거리역, 개봉사거리, 오류동역, 궁동, 온수힐스테이트, 온수역                                                                   | 5~10           | 세풍운수     | 13        | 저상버스 운행                     |
| 6617      | 양천공영차고지    | ↔        | 목동우성아파트          | 푸른마을, 신정네거리역, 남부법원검찰청, 목동역, 양천구청, 양천구청역                                                                                                  | 6~15           | 도원교통     | 11        |                                   |
| 6620      | 양천공영차고지    | ↔        | 당산역                  | 양천구청, 목동역, 신목중학교, 신목동역, 이대목동병원 | 12~20          | 도원교통     | 11        | 저상버스 운행                     |
| 6623      | 양천공영차고지    | ↔        | 여의도                  | 양천구청, 목동역, 등촌역, 당산역, 국회의사당역, 여의나루역, 여의도공원                                                                                                | 8~15           | 양천운수     | 14        | 저상버스 운행                     |
| 6624      | 고강동종점        | ↔        | 이대목동병원            | 강서초교, 신정네거리역, 남부법원검찰청, 양천구청, 양천구청역, 목동14단지, 오목교역                                                                                    | 6~15           | 중부운수     | 19        |                                   |
| 6625      | 문래동            | ↔        | 화곡역                  | 문래역, 관악고교, 목동현대아파트, 목동14단지, 양천구청, 목동역, 신정역, 강서초교, 신월동                                                                              | 11~20          | 중부운수     | 13        |                                   |
| 6627      | 양천공영차고지    | ↔        | 이대목동병원            | 신월동, 신화중교, 화곡역, 강서구청, 가양역, 가양9단지, 호텔리버파크, 신목동역                                                                                         | 10~15          | 양천운수     | 12        | 저상버스 운행                     |
| 6628      | 외발산동          | ↔        | 여의도                  | 신월사거리, 화곡중앙시장, 까치산역, 목동사거리, 목동역, 오목교역, 영등포역                                                                                            | 5~15           | 영인운수     | 26        | 저상버스 운행                     |
| 6629      | 방화동            | ↔        | 영등포역                | 도시개발2단지, 김포공항, 송정역, 발산역, 화곡역, 강서구청, 등촌역, 목동역, 오목교역                                                                                   | 6~15           | 김포교통     | 24        | 저상버스 운행                     |
| 6630      | 외발산동          | ↔        | 영등포역                | 마곡뉴타운, 발산역, 등촌3동, 양천향교역, 발산역, 화곡역, 화곡중앙시장, 까치산역, 목동사거리, 목동역, 오목교역                                                         | 7~17           | 영인운수     | 14        | 저상버스 운행                     |
| 6631      | 개화동            | ↔        | 영등포역                | 개화산역, 송정역 (서울), 양천향교역, 허준박물관, 가양9단지, 호텔리버파크, 당산역, 영등포구청역                                                                        | 6~10           | 공항버스     | 26        | 저상버스 운행                     |
| 6632      | 개화동            | ↔        | 당산역                  | 김포공항, 공항동, 강서운전면허시험장, 발산역, 등촌고, 가양역, 등촌역                                                                                                  | 10~20          | 공항버스     | 17        | 저상버스 운행                     |
| 6633      | 방화동            | ↔        | 여의도환승센터          | 송정역, 발산역, 강서구청사거리, 목동역, 오목교역, 신도림역, 신풍역, 신길역                                                                                            | 20~30          | 공항버스     | 11        | 저상버스 운행                     |
| 6637      | 광명시 (노온사동) | ↔        | 목동                    | 광남4, 광명사거리역, 개봉사거리, 신도림역, 영등포역, 영등포구청, 이대목동병원, 파리공원, 목동7단지                                                                    | 5              | 범일운수     | 35        | 저상버스 운행                     |
| 6638      | 광명시 (철산동)   | ↔        | 오목교역                | 철산주공7~9단지, 철산역, 광명시청, 광명사거리역, 개봉사거리, 고척시장, 갈산초교, 목동역, 오목교역                                                                     | 12~18          | 세풍운수     | 10        | 저상버스 운행                     |
| 6640A     | 양천공영차고지    | →        | 양천공영차고지          | 목동12단지, 양천구청역, 오목교역, 당산동 진로A, 신도림역, 구로역, 구일역, 개봉역, 오류동역, 천왕역, 수궁동                                                            | 9~14           | 세풍운수     | 9         | 저상버스 운행                     |
| 6640B     | 양천공영차고지    | ←        | 양천공영차고지          | 목동12단지, 양천구청역, 오목교역, 당산동 진로A, 신도림역, 구로역, 구일역, 개봉역, 오류동역, 천왕역, 수궁동                                                            | 9~14           | 세풍운수     | 9         | 저상버스 운행                     |
| 6642      | 강서공영차고지    | ↔        | 가양9단지               | 김포공항역, 강서운전면허시험장, 마곡역, 마곡나루역, 마곡체육공원, 양천향교역, 등촌고→ 공진중학교→ 양천향교→ 발산역→ 우장산역→ 강서구청→ 가양9단지→ 증미역→ 공진중학교 | 9~13           | 정평운수     | 13        | 저상버스 운행                     |
| 6645      | 강서공영차고지    | ↔        | 가양9단지               | 송정역, 신방화역, 마곡나루역, 마곡역, 발산역, 등촌9단지→ 가양5단지→ 증미역→ 가양9단지→ 강서구청→ 우장산역→ 발산역→ 양천향교역→ 가양4단지→ 등촌고                      | 9~13           | 정평운수     | 13        | 저상버스 운행                     |
| 6647      | 강서공영차고지    | ↔        | 마곡지구                | 상사마을, 개화산역, 강서농수산물도매시장, 송정역, 신방화역, 마곡엠밸리                                                                                                | 7~10           | 정평운수     | 13        |                                   |
| 6648      | 방화동            | ↔        | 양천구청                | 신방화역, 마곡나루역, 마곡역, 발산역, 우장산역, 화곡역, 신월동, 신정네거리역                                                                                          | 10~18          | 김포교통     | 14        | 저상버스 운행                     |
| 6657      | 양천공영차고지    | ↔        | 가양동                  | 양천고교, 신정네거리역, 까치산역, 화곡역, 우장산역, 발산역, 양천향교역                                                                                                | 15~22          | 도원교통     | 6         | 전차량 저상버스                   |
| 6712      | 방화동            | ↔        | 서강대학교              | 방화역, 서울식물원, 발산역, 가양동, 합정역, 홍대입구역 | 10~16          | 김포교통     | 18        | 저상버스 운행                     |
| 6713      | 광명시 (철산동)   | ↔        | 홍대입구역              | 개봉4, 개봉역, 구일역, 구로역, 신도림역, 신풍역, 서울지방병무청역, 샛강역, 여의도역, 국회의사당역, 광흥창역, 신촌역                                                   | 5~10           | 세풍운수     | 23        | 저상버스 운행                     |
| 6714      | 양천공영차고지    | ↔        | 이대부속고등학교        | 푸른마을, 신정사거리, 신정초교, 등촌역, 염창역, 마포구청역 | 15~20          | 양천운수     | 11        | 저상버스 운행                     |
| 6715      | 신월동            | ↔        | 상암동                  | 강서초교, 신정역, 목동역, 등촌역, 가양역, 상암고교, DMC역 | 7~20           | 중부운수     | 20        | 저상버스 운행                     |
| 6716      | 양천공영차고지    | ↔        | 이대역                  | 온수역, 궁동, 신정네거리역, 신정초교, 등촌역, 염창역, 합정역, 홍대입구역, 서강대학교                                                                                  | 5~8            | 세풍운수     | 28        | 저상버스 운행                     |

## 7권역
| 노선 번호 | 운행구간     | 운행구간 | 운행구간           | 경유지 | 배차 간격 (분) | 운행업체 | 인가 대수 | 비고                                                                      |
| --------- | ------------ | -------- | ------------------ | --- | -------------- | -------- | --------- | ------------------------------------------------------------------------- |
| 7011      | 은평차고지   | ↔        | 중구청             | 월드컵경기장역, 합정역, 상수역, 홍익대학교, 이대역, 아현역, 충정로역, 서울역, 회현역, 명동역, 충무로역, 을지로3가역, 을지로4가역            | 5~15           | 유성운수 | 21        | 저상버스 운행                                                             |
| 7013A     | 은평차고지   | ↔        | 회현역             | DMC역, 가좌역, 망원역, 합정역, 상수역, 광흥창역, 마포역, 공덕역, 애오개역, 충정로역, 서울역                                                 | 15~30          | 유성운수 | 9         | 저상버스 운행                                                             |
| 7013B     | 은평차고지   | ↔        | 회현역             | DMC역, 가좌역, 망원역, 합정역, 상수역, 토정길, 마포역, 공덕역, 애오개역, 충정로역, 서울역                                                   | 15~30          | 유성운수 | 8         | 저상버스 운행                                                             |
| 7016      | 은평차고지   | ↔        | 상명대학교         | 서부면허시험장, 월드컵경기장 북측, 홍대입구역, 신촌역, 서강대학교, 마포역, 원효로, 남영역, 숙대입구역, 서울역, 시청앞, 광화문, 경복궁역     | 6~10           | 유성운수 | 32        | 첫차는 광화문 회차 저상버스 운행                                          |
| 7017      | 은평차고지   | ↔        | 롯데백화점         | 새절역, 명지대학교, 서대문구청, 이대부고(상행), 이대역, 아현역, 충정로역, 숭례문                                                            | 8~15           | 보광교통 | 23        | 저상버스 운행                                                             |
| 7018      | 북가좌동     | ↔        | 종로1가            | 새절역, 명지대학교, 상명대학교, 경복궁역, 무교동, 광화문역                                                                                  | 8~20           | 서부운수 | 18        | 저상버스 운행 주말 및 공휴일 청계천로 보행자전용도로 개설시 무교동 미경유 |
| 7019      | 은평차고지   | ↔        | 서소문             | 월드컵경기장, 증산역, 명지대, 은가공원, 시립은평병원, 녹번역, 독립문역, 광화문역, 시청역                                                    | 8~18           | 현대교통 | 27        | 저상버스 운행                                                             |
| 7021      | 은평차고지   | ↔        | 을지로1가          | 명지대학교, 스위스그랜드호텔, 홍제역, 독립문역, 광화문역, 시청역, 서울역                                                                    | 8~15           | 보광교통 | 23        | 저상버스 운행                                                             |
| 7022      | 구산동       | ↔        | 서울역             | 시립서북병원,신사동고개, 응암역, 역촌역, 구기동, 부암동, 광화문역, 시청역, 남대문시장                                                       | 7~17           | 선진운수 | 21        | 저상버스 운행                                                             |
| 7024      | 봉원동       | ↔        | 서울역 신촌        | 영천시장, 서대문역, 서울역, 봉원사, 이대부고, 세브란스병원→ 신촌기차역→ 신촌역 (지하)→ 세브란스병원                                         | 8~16           | 원버스   | 5         | 운행순서: 봉원동→ 서울역→ 봉원동→ 신촌→ 봉원동                            |
| 7025      | 은평차고지   | ↔        | 동대문             | 디지털미디어시티역, 녹번역, 사직공원, 경복궁역, 원남동, 이화동                                                                              | 5~24           | 선진운수 | 17        | 저상버스 운행                                                             |
| 7211      | 진관차고지   | ↔        | 신설동역           | 구파발역, 은평뉴타운2지구, 입곡삼거리, 은평경찰서, 연서시장, 연신내역, 불광역, 구기터널, 평창동, 국민대학교, 길음역, 종암경찰서, 고려대학교 | 7~12           | 제일교통 | 28        | 저상버스 운행                                                             |
| 7212      | 은평차고지   | ↔        | 극동그린아파트     | 디지털미디어시티역, 수색역, 응암역, 구기동, 부암동, 종로1~6가, 동대문역, 청구역, 신금호역                                                   | 5~20           | 선진운수 | 25        | 저상버스 운행 서울시의 지선 장거리 2위 노선                               |
| 7611      | 은평차고지   | ↔        | 여의도             | 디지털미디어시티역, 새절역, 명지대학교, 가좌역, 신촌역 (지하), 아현역, 공덕역, 63빌딩, 여의나루역                                           | 8~20           | 현대교통 | 18        | 저상버스 운행                                                             |
| 7612      | 홍은동       | ↔        | 영등포구청역       | 명지대학교, 연희3, 합정역, 선유도공원, 당중초교                                                                                             | 6~15           | 현대교통 | 21        | 저상버스 운행                                                             |
| 7613      | 구산동       | ↔        | 여의도             | 연신내역, 구산역, 응암역, 가좌역, 동교동3, 신촌역 (지하), 대흥역, 마포역, 여의도 순복음교회, 국회의사당역, 여의나루역                       | 8~22           | 선진운수 | 16        | 저상버스 운행                                                             |
| 7711      | 덕은동       | ↔        | 홍대입구역         | 상암동, 서울월드컵경기장, 성산동 | 8~14           | 신촌교통 | 10        | 저상버스 운행                                                             |
| 7713      | 홍은동       | ↔        | 신촌역             | 정원여중, 홍제역, 서대문구청, 명지대학교, 가좌역, 연세대학교                                                                                | 9~17           | 현대교통 | 12        | 저상버스 운행                                                             |
| 7715      | 은평차고지   | ↔        | 연신내역           | 상암동, 서울월드컵경기장, 신사동고개, 시립서북병원 ,예일여고, 연신내역, 동명여고                                                            | 7~16           | 선진운수 | 13        | 저상버스 운행                                                             |
| 7719      | 북가좌동     | ↔        | 녹번역             | 은가공원, 대림시장, 서부병원, 은평구청 | 20~30          | 서부운수 | 3         |                                                                           |
| 7720      | 구산동       | ↔        | 신촌역             | 은평경찰서, 불광역, 서대문구청, 연희동, 서대문우체국, 연세대학교                                                                            | 7~16           | 선진운수 | 18        | 저상버스 운행                                                             |
| 7722      | 진관차고지   | ↔        | 녹번역             | 갈현동, 역촌시장, 역촌역 | 14~20          | 신수교통 | 12        | 저상버스 운행                                                             |
| 7723      | 진관차고지   | ↔        | 진관초등학교       | 북한산로, 하나고, 신도초교, 구파발역, 진관고                                                                                                | 7~13           | 신수교통 | 9         | 저상버스 운행 차등지선버스 노선                                           |
| 7726      | 덕은동       | ↔        | 북가좌동삼거리     | 항공대학교, 현천동, 덕은지구, 수색교, 수색역, 디지털미디어시티역                                                                            | 10~20          | 신촌교통 | 6         |                                                                           |
| 7727      | 설문동(탄현) | ↔        | 신촌               | 탄현큰마을, 일산시장, 일산국제컨벤션고, 일산경찰서, 마두역, 고양경찰서, 한국항공대역, 수색역, 가좌역, 연세대학교, 신촌역                    | 6~15           | 신촌교통 | 23        | 저상버스 운행 서울특별시의 지선버스 최장거리 노선                         |
| 7728      | 대화동       | ↔        | 신촌               | 탄현역, 일산시장, 식사동, 고양시청, 원당역, 도래울마을, 새절역, 증산역, 가좌역, 연세대학교, 신촌역                                          | 7~15           | 동해운수 | 24        | 저상버스 운행 서울시의 지선 장거리 3위 노선                               |
| 7730      | 은평차고지   | ↔        | 이북5도청          | 증산역, 새절역, 서부병원, 은평구청, 녹번역, 세검정, 상명대학교, 구기동                                                                      | 6~15           | 보광교통 | 20        | 저상버스 운행                                                             |
| 7734      | 진관차고지   | ↔        | 홍대입구역         | 구파발역, 은평경찰서, 독바위역, 불광역, 녹번역, 시립은평병원, 명지대, 연희동                                                                | 15~30          | 신수교통 | 29        | 저상버스 운행                                                             |
| 7737      | 은평차고지   | ↔        | 독립문파크빌아파트 | DMC첨단산업센터, 디지털미디어시티역, 가좌역, 성산2교, 홍대입구역, 신촌(은평차고지방향), 연세대학교, 이대후문, 독립문역                      | 7~12           | 원버스   | 14        | 저상버스 운행                                                             |
| 7738      | 은평차고지   | ↔        | 홍제역             | 디지털미디어시티역, 북가좌초교, 홍남교, 연희초교, 서대문구청, 정원여중                                                                      | 10~15          | 원버스   | 13        | 저상버스 운행                                                             |
| 7739      | 은평차고지   | ↔        | 홍대입구역         | 디지털미디어시티역, 남가좌현대아파트, 연희3, 연남동                                                                                         | 10~15          | 원버스   | 8         |                                                                           |